# Mateus Vicente de Oliveira

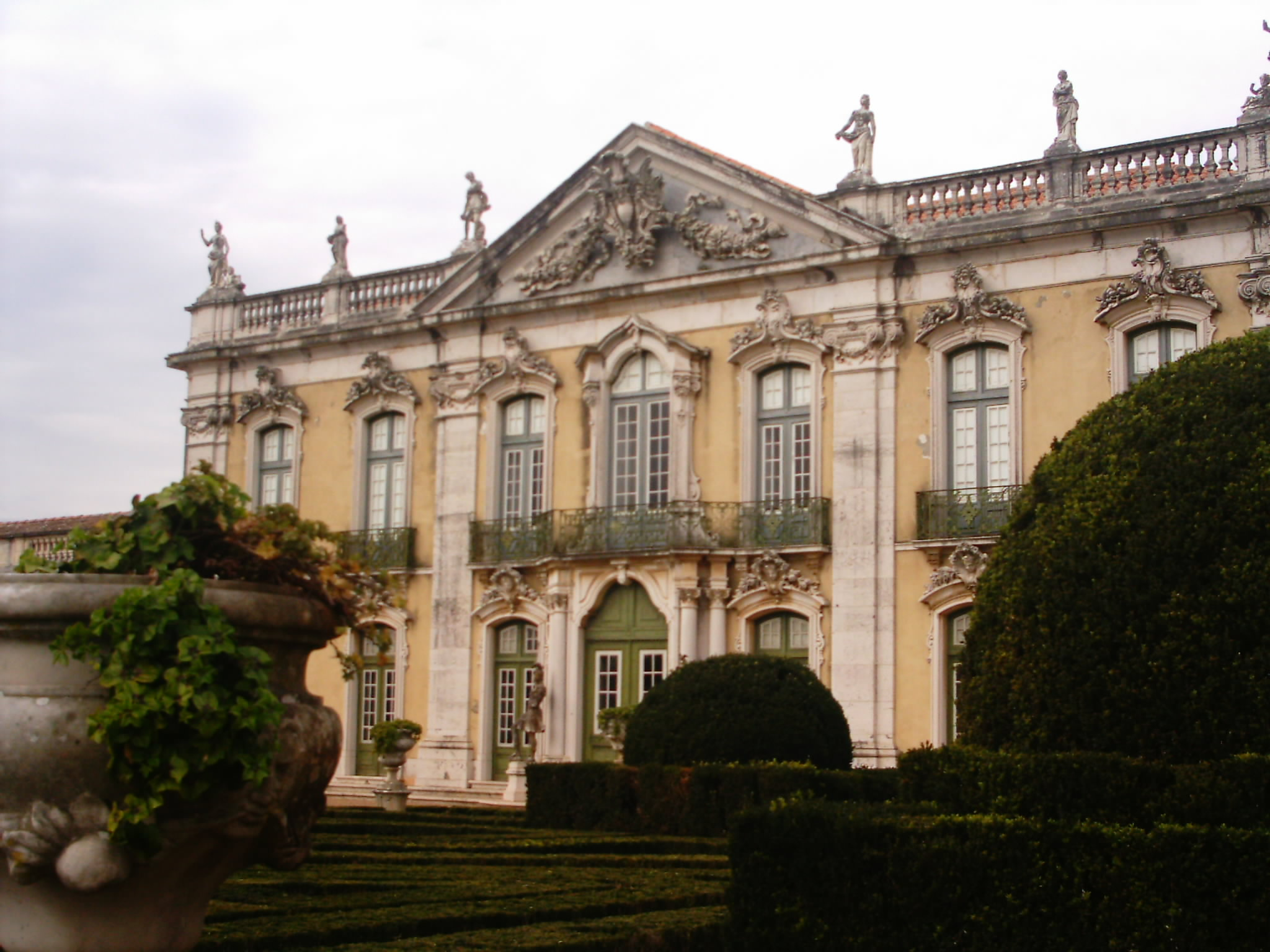
A "Fachada de Cerimônia" do Palácio Real de Queluz, por Oliveira.

Mateus Vicente de Oliveira (Barcarena (Oeiras), bap. 13 de Junho de 1706 - Anjos (Lisboa), 16 de Março de 1785) foi um arquiteto português. Na qualidade de "Architeto das Reaes Obras" foi o principal responsável pela arquitectura e acompanhamento dos edifícios monumentais que então se construíram em Portugal no século XVIII.

## Biografia
Filho dos alfaiates Domingos João e Mariana de Oliveira da Purificação, cresceu em Barcarena e, apesar de ser oriundo de uma família modesta, o ofício dos pais permitiu-lhe adquirir os estudos necessários para em 1750, ter sido capaz de se habilitar a um processo de Leitura de Bacharéis para o cargo de Inquiridor e Distribuidor da cidade de Coimbra, que daria impulso a sua carreira e lhe abriria as portas para os futuros trabalhos.
Foi o principal discípulo de João Frederico Ludovice (1673-1752), durante a construção do Palácio Nacional de Mafra, que rivalizou a construção do Palácio Real do Escorial. Oliveira exprimiu-se especialmente através dos estilos arquitetónicos barroco e rococó.
Foi como arquiteto da Casa do Infantado, à época do infante D. Pedro, irmão do rei José I, que projetou a obra pela qual é mais conhecido, o Palácio Real de Queluz. Este ainda não havia sido concluído quando, em decorrência do terramoto de 1755, o arquiteto foi requisitado pelo Marquês de Pombal para colaborar nos trabalhos de reconstrução de Lisboa. Como arquiteto do Senado da Câmara desta cidade, esboçou a nova Igreja de Santo Antônio de Lisboa, cuja fachada revela forte influência de Borromini, uma das suas principais fontes de inspiração. Em 1779, criou a planta da Basílica da Estrela, em Lisboa. A igreja permaneceu incompleta até à época da morte de Oliveira, mas foi continuada por Reinaldo Manuel dos Santos (1731-1791), responsável pelos detalhes clássicos da fachada. Outro projeto notável de sua autoria foi a Igreja de Santa Quitéria, em Meca (Alenquer).  

Mateus Vicente de Oliveira concebeu ainda a Igreja de Nossa Senhora da Lapa, em Lisboa, e respondeu pela remodelação das Igrejas do Mosteiro do Lorvão, em Penacova, e de Santa Luzia e São Brás, em Lisboa. Já no âmbito da ourivesaria, é atribuído ao arquiteto o desenho de pelo menos dois trabalhos de reconhecido valor, as custódias da Bemposta e do Mosteiro do Lorvão.  

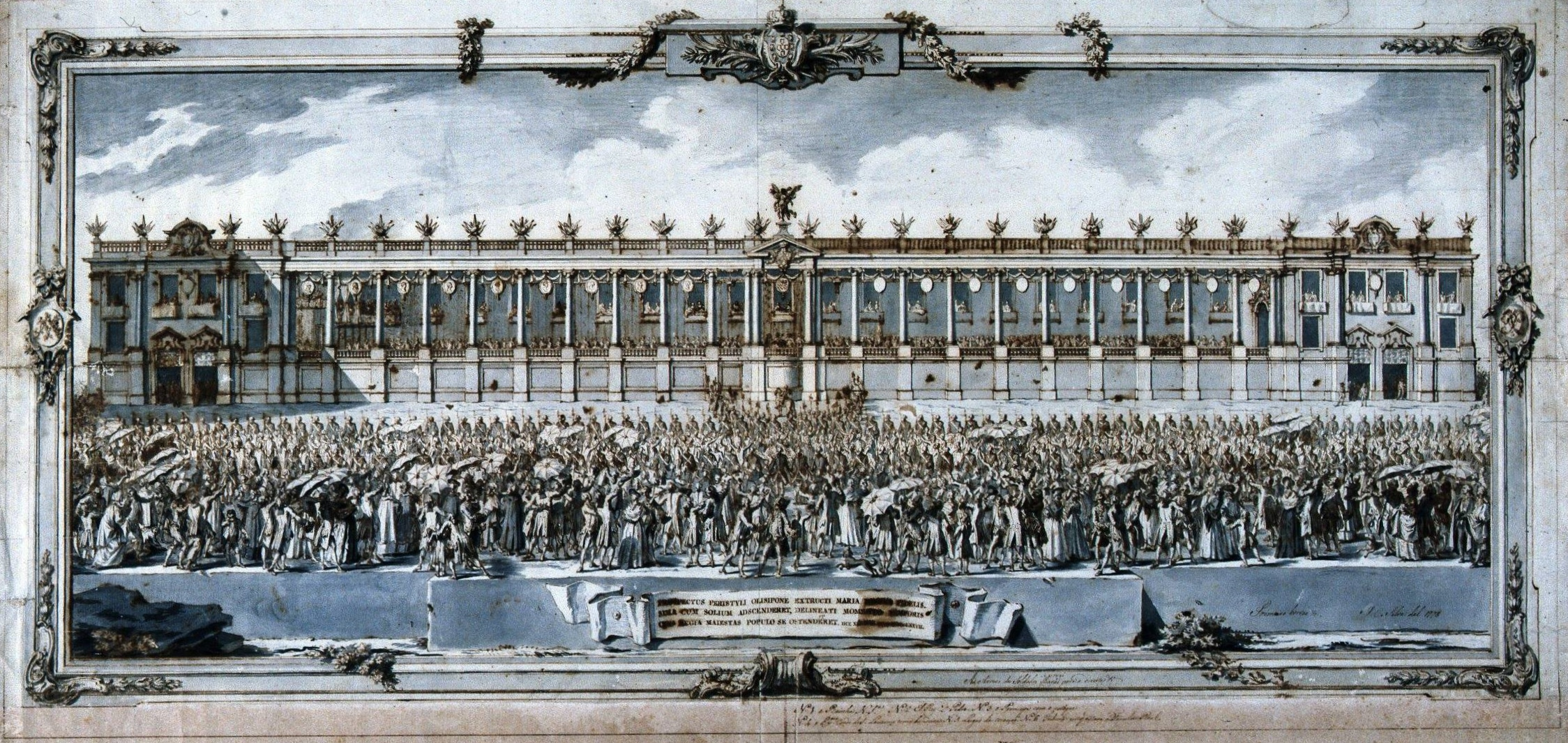
A varanda efémera erigida por Mateus Vicente de Oliveira para a aclamação de D. Maria em 1777, no lado ocidental da Praça do Comércio, em Lisboa

Faleceu aos 78 anos, no dia do 51º aniversário da sua esposa, no Palácio da Bemposta, à época, conhecido como Paço da Rainha da Grã-Bretanha, como consta do seu registo de óbito, na paróquia dos Anjos, em Lisboa, em cuja igreja foi sepultado. 
Foi casado desde 1753 com Maria Micaela de Jesus do Amaral (Maceira (Torres Vedras), 16 de Março de 1734 - ?), de quem teve sete filhos: Ana Joaquina Mónica, Joana Rita, Tomásia Rosa, Manuel Vicente de Oliveira, Maria Teodora de Oliveira e Amaral (falecida a 25 de Setembro de 1788 no Palácio da Bemposta, sep. na Igreja dos Anjos), Mariana Perpétua e António Vicente de Oliveira.